# CIMA
Сертифицированный институт специалистов по управленческому учёту (англ. Chartered Institute of Management Accountants, CIMA) — институт, специализирующийся в разработке технологий учёта для целей внутреннего контроля и управления в производственных, сервисных и общественных организациях. Заслужил репутацию ведущего профессионального сообщества в области учёта себестоимости, бюджетирования, управленческого учёта, оценки инвестиций и принятия управленческих решений. Программа CIMA является дополнительным профессиональным образованием для специалистов по финансовому и управленческому учёту. Наряду с другими известными международными квалификациями (CMA, CIA, CPA, CFA и др.), сертификация CIMA подтверждает профессиональный уровень и подтверждает статус её обладателя.

## История
Институт CIMA был создан в текущем виде в 1919 году под названием «Институт бухгалтеров по учёту затрат» (англ. The Institute of Cost and Works Accountants, ICWA).
В 1972 году институт сменил первоначальное название ICWA на «Институт специалистов по управленческому учёту и учёту себестоимости» (англ. The Institute of Cost and Management Accountants, ICMA), затем на «Сертифицированный институт специалистов по управленческому учёту» (англ. «the Chartered Institute of Management Accountants», CIMA) (иначе «Институт присяжных бухгалтеров в области управленческого учёта») в 1986 году после получения Высочайшего Соизволения. При этом слово Chartered в названии института указывает на то, что он был зарегистрирован на основании королевской хартии (Royal Charter), и слово сертифицированный в русском переводе не совсем точно передаёт смысл английского названия.
Базируясь в Великобритании, активно работает по всему миру, в особенности в текущих и бывших странах — членах Содружества наций. Количество членов сообщества возросло с 15 000 в 1970 году до 65 000 в 2005 году. Сыграл важную роль в основании ряда профессиональных сообществ, таких как Institute of Cost and Works Accountants of India и Institute of Management Accountants.